# Radio-Televizija Bosne i Hercegovine
Bosanskohercegovačka radiotelevizija, en abrégé BHRT, (en français : Radio-Télévision de Bosnie-Herzégovine) est l'entreprise nationale de radio-télévision de la Bosnie-Herzégovine. Basée à Sarajevo, elle opère trois chaînes de télévision et quatre chaînes de radio.

## Histoire
Elle trouve son origine dans Radio Sarajevo, station régionale de la compagnie de radiodiffusion yougoslave Radio Jugoslavija fondée en 1945, puis dans Televizija Sarajevo, chaîne de télévision fondée en 1969 dans le cadre de la régionalisation des programmes de la Jugoslavija Radio Televizija. En 1992, le groupe est renommé Radio-Televizija Bosne i Hercegovine (RTVBiH). Durant les années de guerre que traverse le pays, le réseau de radio-télévision est parfois pris pour cible et connait de ce fait de nombreuses difficultés techniques.
En 1993, la RTVBiH devient membre de plein droit de l'Union européenne de radio-télévision (UER) et conserve cette dénomination jusqu'en 2000, année durant laquelle elle est brièvement rebaptisée PBSBiH (Public Broadcasting Services of Bosnia and Herzegovina). Elle recouvre son nom actuel en 2004.

## Activités
La structure de la BHRT est différente des autres entreprises de radio-télévision européennes du fait de la complexité des institutions bosniennes (division du pays en plusieurs entités à caractère ethnique). Depuis la fin de la guerre de Bosnie, la radio-télévision bosnienne est formée de trois branches indépendantes opérant chacune une chaîne de télévision et au moins une station de radio. Celles-ci sont respectivement : 
- La BHRT (Bosne i Hercegovine Radio Televizija), branche de la radio-télévision bosnienne desservant l'ensemble du pays. Elle diffuse une chaîne de télévision (BHT 1) et une station de radio (BH radio 1) émettant dans les trois langues nationales que sont le bosnien, le serbe et le croate. Ces deux médias sont censés jouer un rôle fédérateur, au-delà des clivages ethniques, et accordent une importance toute particulière au traitement de l'information et au divertissement. La BHRT dispose également d'une branche spécialisée dans la production et la promotion de chanteurs bosniens (Muzička produkcija BHRT). La BHRT représente la Bosnie-Herzégovine auprès de l'Union européenne de radio-télévision (UER).

- La RTVFBiH (Radio Televizija Federacije Bosne i Hercegovine) désigne la branche de la radio-télévision bosnienne émettant à destination de la Fédération de Bosnie-Herzégovine. Elle opère une chaîne de télévision (Federalna Televizija) et deux stations de radio (Radio FBiH et Radio 202) diffusant dans les deux langues de la fédération, le bosnien et le croate.

- La RTRS (Radio Televizija Republike Srpske ou Радио Телевизија Републике Српске) désigne la branche de la radio-télévision bosnienne émettant à destination de la république serbe de Bosnie. Basée à Banja Luka, elle diffuse une chaîne de télévision (RTRS) et une station de radio (Radio RS) émettant exclusivement en langue serbe.

### Télévision
| Logo | Chaîne                                            | Date de création | Aire de diffusion                   |
| ---- | ------------------------------------------------- | ---------------- | ----------------------------------- |
|      | BHT 1 Chaîne généraliste nationale                | 13 août 2004     | Bosnie-et-Herzégovine               |
|      | Federalna televizija Chaîne généraliste régionale | 27 octobre 2001  | Fédération de Bosnie-et-Herzégovine |
|      | RTRS Chaîne généraliste régionale                 | 19 avril 1992    | République serbe de Bosnie          |
|      | RTRS Plus Chaîne thématique régionale             | 19 avril 2015    | République serbe de Bosnie          |

### Radio
| Chaîne                                             | Date de création | Aire de diffusion                   |
| -------------------------------------------------- | ---------------- | ----------------------------------- |
| BH radio 1 Radio généraliste nationale             | 10 avril 1945    | Bosnie-et-Herzégovine               |
| Federalni Radio Radio généraliste régionale        | 7 mai 2001       | Fédération de Bosnie-et-Herzégovine |
| Radio Republike Srpske Radio généraliste régionale | 1993             | République serbe de Bosnie          |